# Route nationale 837
Die Route nationale 837, kurz N 837 oder RN 837, war eine französische Nationalstraße. Ihre Gesamtlänge betrug 40 Kilometer.
Sie wurde 1933 in das Nationalstraßennetz aufgenommen und existierte bis 1973. Die Strecke zweigte östlich von Étampes von der Route nationale 191 ab und führte zur Route nationale 7 am Stadtrand von Fontainebleau. In Milly-la-Forêt wurde die Nationalstraße auf eine nördlich um den Ort führende Umgehungsstraße verlegt.